# Eleição presidencial na Guiné Equatorial em 2009
As eleições presidenciais guinéu-equatorianas de 2009 foram realizadas em 29 de novembro.

## Resultados e denúncias de fraude
O presidente Teodoro Obiang Nguema, foi reeleito com 96,7% dos votos. Líderes opositores afirmaram que a votação foi fraudada, e eles não aceitarão os resultados. Nguema já está há 30 anos no poder. A Convergência para a Social-Democracia afirmou que um de seus membros foi ameaçado com uma pistola e forçado a interromper uma contagem de votos. Opositores disseram que funcionários distritais e provinciais votaram por populações inteiras, em vilas e na área rural.
As acusações foram qualificadas de "falsas" pelo Partido Democrático da Guiné Equatorial (PDGE). Em declarações por telefone, o secretário de relações internacionais e diretor de campanha da opositora Convergência para a Democracia Social (CPDS), Celestino Bacale, disse que "a votação se desenvolve muito mal" e afirmou que "os militares estão atropelando os interventores de nosso partido". O candidato pela União Popular (UP), Archivaldo Montero Biribé, que votou no município de Rebola, disse que os eleitores estão votando "livremente".